# Electric Cafe

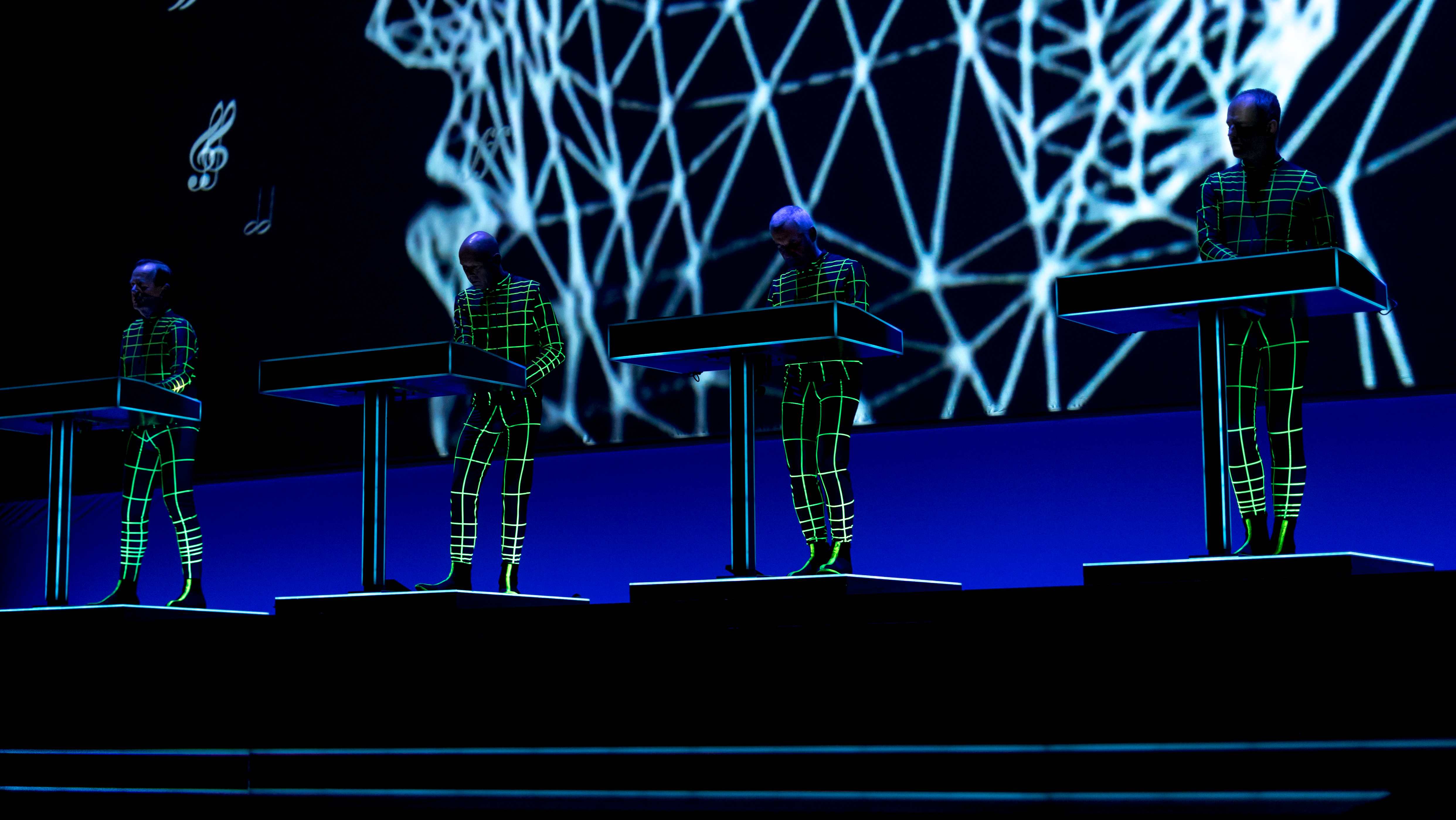
Kraftwerk wykonujący „Musique Non Stop” w Royal Albert Hall w Londynie, 2017

Electric Cafe – dziewiąty album niemieckiego zespołu Kraftwerk, wydany w 1986 roku.
Początkowo płyta miała nazywać się Technicolor, lecz kiedy okazało się, że jest to nazwa zastrzeżona, tytuł zmieniono na Techno Pop. Prace nad albumem opóźnił poważny wypadek rowerowy Ralfa, przez który tkwił on w śpiączce. Premierę płyty oficjalnie zapowiedziano na rok 1983, wydany nawet pierwszy singel, „Tour de France”, który osiągnął względny sukces na listach przebojów. Wydanie Techno Pop zostało jednak wstrzymane i po kilku kolejnych latach pracy album ukazał się w końcu jako Electric Cafe. Płytę wydano w niemieckiej i angielskiej wersji językowej, choć w piosenkach pojawiają się też wstawki wykonywane po hiszpańsku, francusku i rosyjsku. Na rynek hiszpański zespół nagrał specjalne wersje „Techno Pop” i „Sex Objekt” po hiszpańsku. Była to ostatnia płyta, którą Kraftwerk nagrał w tzw. "klasycznym" składzie, jako że Wolfgang Flür opuścił zespół krótko po jej wydaniu.
Płytę promowały single „Musique Non Stop” i „Der Telefon Anruf”, które spotkały się tylko z niewielkim sukcesem na listach przebojów. Sam album również nie osiągnął wysokiej sprzedaży i otrzymał mieszane recenzje.
W 2009 roku album wznowiono pod tytułem Techno Pop. Pełną wersję „Der Telefon Anruf” zastąpiono wówczas wersją skróconą i dodano remix piosenki.

## Lista utworów

### Wydanie niemieckie
1. „Boing Boom Tschak” – 2:58
2. „Techno Pop” – 7:42
3. „Musique Non Stop” – 5:45
4. „Der Telefon Anruf” – 8:02
5. „Sex Objekt” – 6:50
6. „Electric Cafe” – 4:18

### Wydanie angielskie
1. „Boing Boom Tschak” – 2:57
2. „Techno Pop” – 7:42
3. „Musique Non Stop” – 5:45
4. „The Telephone Call” – 8:03
5. „Sex Object” – 6:51
6. „Electric Cafe” – 4:20

## Pozycje na listach
| Kraj              | Pozycja |
| ----------------- | ------- |
| Niemcy            | 23      |
| Stany Zjednoczone | 156     |
| Szwecja           | 9       |
| Wielka Brytania   | 58      |